# Оггас, Кевин
Кевин Оггас (фр. Kévin Hoggas; род. 16 ноября 1991, Безансон) — французский футболист, полузащитник бельгийского клуба «Серкль Брюгге».

## Клубная карьера
Оггас является воспитанником футбольного клуба «Расинг» из его родного города Безансона. С 2010 года начал выступления за основную команду в Насьонале 2. Дебютировал в соревнованиях 24 сентября в матче против «Иври». Кевин появился на поле на 86-й минуте при счёте 2:0 в пользу своей команды и на 3 компенсированной к основному времени минуте заработал жёлтую карточку. В первом сезоне Оггас принял участие в 15 встречах, а клуб занял первое место в турнирной таблице и заслужил право выступать дивизионом выше. В Насьонале 1 Кевин регулярно появлялся на поле, в основном выходя на замену. 16 декабря 2011 года забил первый гол в профессиональной карьере, отличившись на 74-й минуте домашнего матча с «Фрежюс—Сен-Рафаэлем». По итогам сезона «Расинг» вылетел из первого национального чемпионата Франции.
Вернулся в Насьональ 2 и Оггас, подписав контракт с «Бельфором». В команде полузащитник провёл три сезона, часто попадая в состав. Результативным для Кевина оказался сезон 2014/15, когда он в 29 матчах забил 11 мячей. Всего же за всё время пребывания в клубе он принял участие в 92 матчах во всех соревнованиях, в которых он отличился 18 раз.
Летом 2015 года Оггас пополнил ряды «Эвиана», выступавшего в Лиге 2, втором по силе дивизионе Франции. Первую игру в новом клубе провёл 31 июля в первом туре стартовавшего чемпионата, в котором его команда встречалась с «Нимом». Кевин провёл на поле все 90 минут, а встреча завершилась вничью 0:0. По окончании сезона полузащитник покинул команду, перейдя в клуб «Бур-ан-Бресс — Перонна». Оггас являлся основным игроком команды, проведя за полтора сезона более 50 игр, в которых отличился 5 раз.
В январе 2018 перешёл в клуб первого бельгийского дивизиона — «Серкль Брюгге». Дебютировал в Бельгии 13 января в матче с «Беерсхот-Вилрейком». Оггас вышел в стартовом составе, а на 82-й минуте уступил место своему соотечественнику Жорди Гаспару. По итогам сезона «Серкль Брюгге» занял первое место в турнирной таблице и вернулся в Лигу Жюпиле. Первую игру на высшем уровне Оггас провёл 28 июля 2018 года с «Сент-Трюйденом», завершившуюся нулевой ничьей.

## Достижения
Серкль Брюгге
- Победитель Первого дивизиона Бельгии: 2016/17